# Claus Helberg
Claus Helberg, född den 31 januari 1919, död den 6 mars 2003, var en norsk bergsklättrare och motståndsman under Andra Världskriget i Kompani Linge.